# Esteve del Gavaldà
Esteve (Stephanus), mort el 970, fou vescomte de Gavaldà de 954 a 970. Era fill de Bertran, vescomte de Gavaldà, i d'Emilgarda.
Governava a Saint-Julien de Brioude i a Mende, i va dominar el sud d'Alvèrnia. Encara que va tenir el poder d'un comte, no va portar el títol comtal, sinó el de vescomte.
Es va casar en primeres noces amb una Anna (Anne), de la qual no se sap gran cosa, si no és que era viva el 943. D'aquest matrimoni, va tenir probablement una filla, Emildis, casada a Ratbold I, comte de Provença.
Vers el 967, es va casar de nou amb Adelaida d'Anjou († 1026), filla de Folc II, comte d'Anjou i de Gerberga, i van tenir:
- Ponç I († entre 1016 i 1018), comte del Gavaldà
- Esteve de Gavaldà, bisbe del Puy de 995 a 998
- Bertran
- I probablement Ermengarda, casada amb Robert I, comte d'Alvèrnia i de Clarmont